# 高松市立塩江小学校
高松市立塩江小学校（たかまつしりつ しおのえしょうがっこう）は、香川県高松市塩江町にある公立小学校。

## 概要
高松市南部の讃岐山脈の中山間地域に位置する。

## 学校データ
- 児童数：43人（2013年度[1]）

学校施設（平成25年5月1日現在）
- 普通教室：7教室
- 特別教室：7教室
- 校舎面積：1653m2
- 体育館面積：533m2
- プール設置：あり
- 学校給食の型：完全

## 歴史

### 沿革
- 1893年5月1日 - 岩部・樺川両簡易小学校を統合して塩江尋常小学校を開校[2]。
- 1903年2月 - 樺川分校設立。
- 1931年4月 - 校歌制定。
- 1936年4月1日 - 高等科設置、塩江尋常高等小学校と改称。
- 1941年4月 - 塩江国民学校と改称。
- 1947年4月 - 塩江小学校と改称。
- 1950年5月 - 樺川分校落成。
- 1970年3月23日 - 樺川分校廃校式。
- 2005年 - 市町村合併により、高松市立塩江小学校と改称。
- 2015年　- 学校統合により年度末に閉校となったが[3]、上西、塩江、安原の3小学校を統合し、4月6日塩江中学校の敷地内に整備した新「塩江小学校」の開校式が行われた[4]。

### 全校児童数の推移
高松市立塩江小学校の児童数は減少傾向である。
- 2006年度：51人
- 2007年度：50人
- 2008年度：55人
- 2009年度：54人
- 2010年度：51人
- 2011年度：49人
- 2012年度：40人
- 2013年度：43人

## 進学先中学校
- 高松市立塩江中学校

## 校区内の主な施設
- 国道193号
- 内場ダム
- 塩江温泉

## 交通
- ことでんバス塩江線 塩江バス停より徒歩2分

## 通学区域
- 塩江町全域[6]

## 通学区域が隣接する学校
- まんのう町立琴南小学校
- 綾川町立綾上小学校
- 高松市立川東小学校
- 高松市立植田小学校
- 高松市立東植田小学校菅沢分校
- 三木町立田中小学校
- 三木町立白山小学校

以下は徳島県。
- 美馬市立江原北小学校
- 美馬市立脇町小学校
- 美馬市立岩倉小学校
- 美馬市立美馬小学校